# J.G. Ballard
James Graham Ballard (født 15. november 1930, død 19. april 2009) er britisk forfatter. Han var et fremtrædende medlem af New Wave-bølgen inden for science fiction (sf). Han er måske mest kendt for sin kontroversielle roman Crash og den selvbiografiske roman Empire of the Sun (dansk titel Solens rige) – som begge er blevet filmatiseret.

## Biografi

### Shanghai
Ballards far var kemiker i tekstilvirksomheden Calico Printers Association og blev bestyrelsesformand og direktør for datterselskabet i Shanghai – China Printing and Finishing Company. Ballard tilbragte sin tidlige barndom i og omkring den internationale koloni i Shanghai; et område, der var under fremmed styre og kulturelt domineret af USA. Han kom i katedralskolen i Shanghai. Efter udbruddet af den Anden kinesisk-japanske krig måtte Ballard-familien midlertidigt flytte fra deres hjem i forstæderne og leje et hus i Shanghais centrum for at undgå de granater, der blev affyret af kinesiske og japanske styrker.
Efter angrebet på Pearl Harbor besatte de japanske styrker den internationale koloni, og tidligt i foråret 1943 begyndte de at internere allierede civile, og Ballard kom til Lunghua Civilian Assembly Center' sammen med sine forældre og sin yngre søster. Han tilbragte mere end to år – resten af 2. verdenskrig – i interneringslejren. Hans oplevelser dannede grundlaget for Empire of the Sun, selvom Ballard tog sig adskillige kunstneriske friheder, da han skrev bogen – fx er hans forældre slet ikke med i fortællingen.
Man har ofte antaget, at Ballards oplevelser af krigens grusomhed i en påvirkelig alder forklarer meget af hans litteraturs apokalyptiske og voldsomme karakter. Den walisiske forfatter Martin Amis har sagt, at Empire of the Sun giver form til det, der formede Ballard. Ballards egen beskrivelse af oplevelsen er dog mere nuanceret. " I don't think you can go through the experience of war without one's perceptions of the world being forever changed. The reassuring stage set that everyday reality in the suburban west presents to us is torn down; you see the ragged scaffolding, and then you see the truth beyond that, and it can be a frightening experience." ("Jeg tror ikke, at man kan gennemgå krigen uden at ens opfattelse af verden bliver forandret for altid. Den betryggende dagligdag i en forstad bliver splintret, og man ser det forrevne stillads, og så ser man sandheden på den anden side, og det kan være en skræmmende oplevelse.") Men han siger også: "I have – I won't say happy – not unplesant memories of the camp. […] I remember a lot of the casual brutality and beatings-up that went on—but at the same we children were playing a hundred and one games all the time!" ("Jeg har – jeg vil ikke sige lykkelige – men ikke ubehagelige minder fra lejren. […] Jeg kan huske en masse tilfældig brutalitet og tæv, men på samme tid rendte vi unger rundt og legede hele tiden.")

### England og Canada
I 1946 kom Ballard til England sammen med sin mor og søster. De boede ved Plymouth, og han kom på The Leys School i Cambridge. Efter et par år vendte moderen og søsteren tilbage til faderen i Kina, og Ballard boede hos sine bedsteforældre, når han ikke var på kostskole. I 1949 begyndte han at læse medicin på King's College i Cambridge for at blive psykiater.
På universitet skrev Ballard avantgarde-litteratur, der var kraftigt påvirket af psykoanalyse og de surrealistiske malere. På det tidspunkt ville han være både forfatter og læge. I maj 1951, det andet år Ballard var på universitet, vandt hans novelle "The Violent Noon" en kriminalhistoriekonkurrence og blev trykt i studenteravisen Varsity.
Opmuntret af dette og i erkendelsen af at han inden for klinisk medicin ikke ville få tid nok til også at skrive, stoppede Ballard sin medicinstudium i 1952 og begyndte at læse engelsk litteratur på universitetet i London. Han blev imidlertid smidt ud efter første år og arbejdede derefter som tekstforfatter i et reklamebureau og som bogsælger. Han vedblev at skrive noveller men kunne ikke få noget udgivet.
I 1953 meldte Ballard sig til Royal Air Force og kom til Canada til en af det canadiske luftvåbens træningslejre. Her opdagede han sf i de amerikanske tidsskrifter. Mens han var i luftvåbenet, skrev han sin første sf-novelle, "Passport to Eternity", der er en pastiche og gennemgang af den amerikanske sf, han havde læst.
Ballards forlod luftvåbenet i 1954 og vendte tilbage til England, hvor han i 1955 giftede sig med Helen Mary Matthews. De fik deres første barn (af tre) i 1956, og novellen, "Prima Belladonna" udkom i decembernummeret af New Worlds samme år. Redaktøren af New Worlds, Edward J. Carnell, støttede Ballards forfatterskab og udgav stort set alle hans tidlige noveller.
Fra 1957 sad Ballard i redaktionen på det videnskabelige tidsskrift Chemistry and Industry. Hans kunstinteresse førte til hans engagement i den netop fremkomne Pop art-bevægelse, og i slutningen af 1950'erne udstillede han en række collager der repræsenterede hans ideer til en ny slags roman. Ballards avantgardistiske tilbøjeligheder passede ikke rigtigt ind i tidens hovedstrømning inden for sf. I 1957 deltog Ballard kortvarigt i en sf-konference i London. Han forlod konferencen desillusioneret og demoraliseret og skrev ikke noget i et år.

### Forfatter på fuld tid
I 1960 flyttede Ballard sammen med familien til Shepperton ved London. Han fandt ud af, at når han skulle pendle til og fra arbejde, fik han ikke tid til at skrive. Han besluttede sig for at stoppe med at arbejde og blive forfatter på fuld tid. Han skrev sin første roman, The Wind from Nowhere, i en to ugers ferie, simpelthen for at få en fod inden for som forfatter. Han opfattede den ikke som en "seriøs" roman, og den nævnes ikke i senere bøgers lister over hans værker. Da den udkom i januar 1962, stoppede han hos Chemistry and Industry og forsørgede sig selv og sin familie som forfatter.
Senere samme år blev hans gennembrudsroman (og anden roman), The Drowned World (dansk titel Verden under vand) udgivet. Bogen etablerede hans status som en spændende sf-forfatter inden for New Wave-bevægelsen. Ballard fik udgivet novellesamlinger, og han skrev, med hektisk produktivitet, mere, mens han forsøgte at udvide grænserne for, hvad der var acceptabelt inden for sf med noveller som "Terminal Beach" (dansk titel Slutstranden).
Ballards kone døde i 1964, og han måtte opdrage sine tre børn alene. (Den selvbiografiske roman The Kindness of Women (dansk titel Kvinden, du gav mig giver et andet, tilsyneladende opdigtet billede af hendes død.) Efter dette dybe chok begyndte Ballard i 1965 at skrive de historier, der blev til The Atrocity Exhibition (dansk titel Grusomhedsudstillingen, samtidig med at han vedblev at skrive noveller inden for sf-genren.
The Atrocity Exhibition viste sig at være kontroversiel – den var genstand for et obskønitetsretsag, og i USA destruerede forlaget Doubleday næste alle eksemplarer af bogen, før den var blevet distribueret), men det blev også Ballards gennembrud som "litterær" forfatter. Den er stadig en af hans mest banebrydende bøger og blev filmatiseret i 2001.
Et af kapitlerne i The Atrocity Exhibition hedder "Crash", og i 1970 organiserede Ballard en udstilling med smadrede biler, der blev vist uden kommentarer. Både i novellen og i udstillingen udforskede Ballards bilsammenstødets seksuelle potentiale, og i 1973 mundede det hele ud i romanen Crash.
Hovedpersonen i Crash hedder James Ballard og bor i Shepperton (selvom andre biografiske oplysninger ikke passer på forfatteren), og nysgerrigheden vedrørende sammenhængen mellem person og forfatter blev yderligere forstærket, da Ballard var involveret i et alvorligt biluheld (eller som nogen kalder det, "biluheld") umiddelbart efter at bogen var færdig. Crash blev lige så kontroversiel som The Atrocity Exhibition, især da den senere blev filmatiseret af David Cronenberg.
Selvom Ballard vedblev med at skrive interessante historier op gennem 1970'erne og 1980'erne, fik han først sit store gennembrud inden for mainstream-litteraturen med Empire of the Sun (Solens rige). Bogen slog Ballards navn fast, selvom hans efterfølgende bøger ikke fik den samme succes. Empire of the Sun blev filmatiseret af Steven Spielberg i 1987 med en ung Christian Bale som Jim (Ballard). Ballard optræder selv kortvarigt i filmen, og han har beskrevet oplevelsen af at se sine barndomserindringer på film som bizar.

## Dystopisk skønlitteratur
Hvis man kun kender Ballard fra hans selvbiografiske romaner, er man ikke forberedt på de emner, han hyppigst beskæftiger sig med, idet hans foretrukne genre er dystopien. Hans berømteste tidlige roman er Crash, hvori biler symboliserer verdens mekanisering og menneskets evne til at destruere den teknik, det skaber. Personerne i romanen (også hovedpersonen, der hedder Ballard) bliver draget af en voldsom besættelse af bilsammenstødets psykoseksualitet.
Ballard-fans fremhæver især novellesamlingen Vermillion Sands, der foregår i ørkenferieby, der bebos af afdankede starletter, sindssyge arvinger, meget excentriske kunstnere samt de forretningsdrivende og bizarre tjenestefolk, der sørger for dem. Hver novelle omhandler en eller anden form for eksotisk teknologi, som fx digtecomputere, orkideer med operastemmer og egoer, fototropiske selvmalende lærreder, etc. I overensstemmelse med Ballards temaer får disse smagløse og underlige teknologier de mørke og skjulte drifter frem i beboerne i Vermillion Sands, ofte med psykologisk groteske og dødbringende resultater. I sin introduktion til Vermillion Sands kalder Ballard denne en af sine favoritsamlinger.
I samme stil udforsker novellesamlingen Memories of the Space Age de mange former for individuel og kollektivt psykologiske nedfald fra boom'et i den amerikanske rumforskning i 1960'erne og 1960'erne.
Adskillige af Ballards tidlige bøger handler om "naturkatastrofer", især en romankvartet, der tematisk tager udgangspunkt i Aristoteles' fire klassiske elementer, med titlerne The Wind from Nowhere (luft), The Drowned World (vand) (dansk titel Verden under vand), The Crystal World (jord) (dansk titel Krystalverdenen) og The Drought.

## TV
I 2003 blev Ballards novelle The Enormous Space filmatiseret til tv af BBC med titlen Home. Filmen følger en mand fra middelklassen, som vælger at droppe ud af den omkringliggende verden og lukke sig inde i sit hus som eremit.

## Kritik og betydning
Ballards litteratur er sofistikeret, ofte bizar og en konstant udfordring for læsernes kognitive og æstetiske opfattelse. Som den walisiske forfatter Martin Amis skriver: "Ballard is quite unlike anyone else; indeed, he seems to address a different – a disused – part of the reader's brain." ("Ballard er slet ikke som nogen anden; det virker faktisk som om han henvender sig til en anden – og ubrugt – del af læsernes hjerne.") På grund af denne tendens til at forurolige læserne for at gøre dem klogere, har Ballard ikke nogen stor fanskare, men han anerkendes af kritikerne som en af Storbritanniens mest prominente forfattere. Han har haft en indflydelse, der rækker langt ud over hans læserskare; i sin introduktion til den banebrydende cyberpunk-antologi Mirrorshades nævner forfatteren Bruce Sterling ham som en af de vigtigste forløbere for cyberpunk-bevægelsen. Hans parodi på (eller psykoanalyse af) amerikansk politik, pamfletten Why I Want to Fuck Ronald Reagan, der senere kom med i eksperimentalromanen The Atrocity Exhibition, blev fotokopieret og omdelt af spasmagere under republikanernes konvent I 1976.
Forfatteren Karen Lee Killough siger direkte, at Ballards Vermillion Sands var inspirationen til hendes novellesamling Aventine, der også handler om et ødeliggende feriested for berømtheder og excentrikere, og hvor bizarre eller frimodige nye teknikker er med til at fremme mørke hensigter og drifter.
Ballards betydning for populærmusikken er også tydelig. Hans bøger er blevet brugt som udgangspunkt for lyriske billeder, især hos de britiske post-punk-grupper. For eksempel kan nævnes Metamatic af John Foxx, diverse sange af Joy Division (især nummeret "The Atrocity Exhibition" fra albummet Closer) og Warm Letherette af The Normal. The Buggles' andet album har et nummer med titlen "Vermillion Sands".

### Romaner
- The Wind from Nowhere (1961)
- The Drowned World (dansk titel Verden under vand) (1962)
- The Burning World (1964) – også The Drought (1965)
- The Crystal World (dansk titel Krystalverdenen) (1966)
- The Atrocity Exhibition (dansk titel Grusomhedsudstillingen) (1969 – også Love and Napalm: Export USA (1972)
- Crash (1973)
- Concrete Island (1974)
- High Rise (dansk titel Højhuset) (1975)
- The Unlimited Dream Company (1979)
- Hello America (1981)
- Empire of the Sun (dansk titel Solens rige) (1984)
- The Day of Creation (dansk titel Skabelsens dag) (1987)
- Running Wild (1988)
- The Kindness of Women (dansk titel Kvinden, du gav mig) (1991)
- Rushing to Paradise (dansk titel Genvej til paradis) (1994)
- Cocaine Nights (dansk titel Solens skyggeside) (1996)
- Super-Cannes (2000)
- Millennium People (2004)
- Kingdom Come (2006)

### Novellesamlinger
- The Voices of Time and Other Stories (1962)
- Billenium (1962)
- Passport to Eternity (1963)
- The Four-Dimensional Nightmare (1963)
- The Terminal Beach (dansk titel Slutstranden) (1964)
- The Impossible Man (1966)
- The Venus Hunters (1967)
- The Overloaded Man (1967)
- The Disaster Area (1967)
- The Day of Forever (1967)
- Vermilion Sands (1971)
- Chronopolis and Other Stories (1971)
- Low-Flying Aircraft and Other Stories (1976)
- The Best of J. G. Ballard (1977)
- The Best Short Stories of J. G. Ballard (1978)
- Myths of the Near Future (1982)
- The Voices of Time (1985)
- Memories of the Space Age (1988)
- War Fever (dansk titel Krigsfeber)  (1990)
- The Complete Short Stories of J. G. Ballard (2001)

### Andet
- A User's Guide to the Millennium: Essays and Reviews (1996)

Denne artikel er en oversættelse af artiklen J. G. Ballard på den engelske Wikipedia. 